# Мингус (Тексас)
Мингус (енгл. Mingus) град је у америчкој савезној држави Тексас. По попису становништва из 2010. у њему је живело 235 становника.

## Демографија
Према попису становништва из 2010. у граду је живело 235 становника, што је 11 (4,5%) становника мање него 2000. године.
| Група             | 2000.       | 2010.       |
| Белци             | 217 (88,2%) | 190 (80,9%) |
| Афроамериканци    | 0 (0,0%)    | 0 (0,0%)    |
| Азијати           | 1 (0,4%)    | 0 (0,0%)    |
| Хиспаноамериканци | 26 (10,6%)  | 39 (16,6%)  |
| Укупно            | 246         | 235         |